# Takashi Ochi
Takashi Ochi (jap. 越智 敬, Ochi Takashi; * 30. Oktober 1934 in Imabari; † 14. November 2010 in Heppenheim, Hessen)
war ein deutsch-japanischer Mandolinist und Instrumentalpädagoge für Gitarre und Mandoline.

## Leben
Takashi Ochi wurde am 30. Oktober 1934 im japanischen Imabari geboren. Seinen ersten Mandolinenunterricht erhielt er im Alter von 13 Jahren. Ab 1954 studierte er an der Fremdsprachen-Universität Tokyo die Fremdsprachen Italienisch und Englisch sowie Wirtschaftswissenschaften. Gleichzeitig absolvierte er ein 8-semestriges Studium am Hiruma-Privatkonservatorium in Tokio mit den Hauptinstrumenten Mandoline und Gitarre. Nach der Konzertreifeprüfung schloss er eine dreijährige pädagogische Ausbildung zum Instrumentallehrer am gleichen Konservatorium an. Nach seinem Studienabschluss war er mehrere Jahre am Hiruma-Konservatorium als Dozent für Mandoline und Gitarre tätig. Daneben gab er solistisch und mit verschiedenen japanischen Orchestern zahlreiche Konzerte und nahm an der Produktion etlicher Rundfunk- und Fernsehaufnahmen teil.
Im Jahr 1961 kam Takashi Ochi durch Vermittlung von Siegfried Behrend nach Deutschland und wohnte lange Jahre im saarländischen Saarlouis. 1966 heiratete er die Mandolinistin Silvia Körner. Seit 1973 besaß er die Deutsche Staatsangehörigkeit. Seit 1977 wohnte Ochi in Heppenheim. Von 1977 bis zu seinem Ruhestand im Jahre 1999 wirkte er an der Städtischen Musikschule Mannheim als Fachgruppenleiter für Zupfinstrumente und unterrichtete Gitarre und Mandoline. Dort hatte er auch den Gitarrenchor der Musikschule Mannheim gegründet, den er über viele Jahre und mit großem Erfolg selbst leitete. Darüber hinaus war er regelmäßig als Dozent in der Bundesakademie für musikalische Jugendbildung Trossingen und bei zahlreichen Seminaren in der ganzen Bundesrepublik tätig. Ferner wurde Ochi regelmäßig als Juror zu nationalen und internationalen Wettbewerben, beispielsweise Jugend musiziert, verpflichtet.
Takashi Ochi starb am 14. November 2010 in seiner Wahlheimat Heppenheim.

## Künstlerisches Wirken
Ab 1961 war Takashi Ochi an mehreren saarländischen Musikschulen als freier Musiklehrer tätig und wirkte als Dozent in Meisterkursen des Bundes für Zupf- und Volksmusik Saar (BZVS) sowie 
des Bundes deutscher Zupfmusiker mit. Von 1961 bis 1974 war er Konzertmeister und Solist des Saarländischen Zupforchesters (Ltg. Siegfried Behrend) und von 1968 bis 1990 des Deutschen Zupforchesters (ebenfalls unter der Leitung von Behrend). In diese Zeit fällt auch die enge musikalische Zusammenarbeit mit dem Cembalisten und Organisten Wilhelm Krumbach, mit dem zusammen er mehrere hundert Kammermusikwerke beim Saarländischen Rundfunk einspielte. Er begleitete namhafte Sänger wie Hermann Prey, Edith Mathis und Ingeborg Hallstein und spielte unter Dirigenten wie Karl Ristenpart, Hans Zender, Paul Angerer, Bruno Maderna u. a.
Gemeinsam mit seiner Frau, die ebenfalls Mandolinistin ist, konzertierte Ochi in nahezu allen europäischen Ländern und mehrmals in Japan.
Seine Diskographie umfasst über 40 Schallplatten und CDs, die bei Philips, Thorophon, Avanta, HMS, Deutsche Grammophon, Polydor und einigen japanischen und italienischen Labels erschienen sind.
Takashi Ochi hat auch einige kleinere eigene Kompositionen geschaffen, z. B. Se'i doh für Mandoline solo.
Mehrere Komponisten haben Ochi Werke gewidmet, u. a.: Fried Walter, Wolfgang Hofmann, Bernd Scholz, Stanley Weiner und Siegfried Behrend.
Das Werk Takashi Ochiana des Komponisten Heinrich Konietzny ist eine direkte Referenz an den Mandolinisten.

## Preise und Auszeichnungen
- 1981: Theodor Ritter-Plakette des BDZ[3]
- 2004: Ehrenmitglied des Bundes für Zupf- und Volksmusik Saar e.V. (BZVS)
- 2006: Ehrenmitglied des Bundes deutscher Zupfmusiker (BDZ)

## Werke (Auswahl)
- 1969: Drei Duos nach altjap. Melodien für zwei Mandolinen, Zimmermann 1969
- 1973: Se'i doh für Mandoline solo Zimmermann-Verlag, Frankfurt 1973.
- Elementarschule für Mandoline, Zimmermann
- Musik für Mandoline (Sammlung zeitgenössischer Mandolinenmusik), Zimmermann. 2 Hefte.
- Fantasien Nr.1 und 2 für Mandoline Solo, Zimmermann
- Betrachtungen über ein altjapanisches Volkslied für Zupforchester, Zimmermann. Eingespielt beim Saarländischen Rundfunk, 1965.

## Diskographie (Auswahl)
- Virtuose Mandolinenkonzerte. Koch 1971
- Sechs Lieder von Wolfgang Amadeus Mozart in: Lied-Edition Hermann Prey Vol. 1. Philips 1974
- Meister der Zupfmusik, Folge 6: Heinrich Konietzny. Badisches Zupforchester (Ltg. Wolfgang Bast). Zupfmusikdiscothek 1987
- Antonio Vivaldi: Lauten- und Mandolinenkonzerte. Deutsche Grammophon 1990
- Vivaldi: Six Rare Concertos. Paul Kuentz Kammerorchester (Ltg. Paul Kuentz). Mandoline: Takashi und Silvia Ochi. Disques Pierre Verany 1995
- Requiem auf Hiroshima. DZO-Kammerorchester (Ltg. Siegfried Behrend). Bella Musica 1988, Thorofon 1998.
- Musik in seltener Solobesetzung. Kurpfälzisches Kammerorchester (Ltg. Jiří Malát), Mandolinensolist: Takashi Ochi. RBM Musikproduktion 1999